# Vladislav Mikiska
Vladislav Mikiska (* 8. května 1969) je bývalý český fotbalista, obránce.

## Fotbalová kariéra
V české lize hrál za FK Teplice. Nastoupil ve 34 ligových utkáních a dal 1 gól. Ve druhé lize hrál i za FK Arsenal Česká Lípa. Za Teplice nastoupil ve 196 mistrovských utkáních a dal 18 gólů.

## Ligová bilance
| Ročník                          | Zápasy | Góly | Klub                  |
| ------------------------------- | ------ | ---- | --------------------- |
| 2. česká fotbalová liga 1993/94 | -      | 4    | FK Frydrych Teplice   |
| 2. česká fotbalová liga 1994/95 | -      | 4    | FK Frydrych Teplice   |
| 2. česká fotbalová liga 1995/96 | 29     | 3    | FK Frydrych Teplice   |
| 1. česká fotbalová liga 1996/97 | 28     | 1    | FK Teplice            |
| Gambrinus liga 1997/98          | 6      | 0    | FK Teplice            |
| 2. česká fotbalová liga 1997/98 | 13     | 1    | FK Arsenal Česká Lípa |
| 2. česká fotbalová liga 1998/99 | 24     | 1    | FK Arsenal Česká Lípa |
| CELKEM 1. liga                  | 34     | 1    |                       |